# 4 (SPYAIRのアルバム)
『4』（フォー）は、SPYAIRの4枚目のオリジナルアルバム。2015年11月18日にSony Music Associated Recordsからリリースされた。

## 概要
前作『MILLION』から約2年3ヶ月ぶりのリリース。14thシングルから17thシングルまでのシングル表題曲4曲と新曲8曲の全12曲を収録。リリースは前作に引き続き、通常盤、初回生産限定盤A、初回生産限定盤Bの3形態で行われた。このうち初回生産限定盤Aには初収録となる「アイム・ア・ビリーバー」のミュージック・ビデオとメイキング映像、単独1万人野外ライブ『JUST LIKE THIS 2015』のハイライトシーンをダイジェストでつなげた「JUST LIKE THIS 2015」のミュージック・ビデオに加え、シングル3曲のミュージック・ビデオを収録したDVDが付属し、初回生産限定盤Bには『JUST LIKE THIS 2015』にて収録されたライブ音源「『JUST LIKE THIS 2015』Live at FUJI-Q HIGHLAND 2015.8.8」のライブCDが付属する。
アルバムリリースを記念して、東京・大阪にてスペシャルフリーライブ＆ハイタッチ会が開催された。

## 収録曲
特記が無い限り、全曲 作詞：MOMIKEN、作曲・編曲：UZ

### CD
通常盤、初回生産限定盤A、初回生産限定盤B共通。
1. ROCKIN' OUT [3:30]
  - 編曲：Kohsuke Oshima/UZ
  - 15thシングル表題曲。
2. ファイアスターター [3:52]
  - 16thシングル表題曲。
  - ドラマ『THE LAST COP/ラストコップ』主題歌。
3. アイム・ア・ビリーバー [3:37]
  - 17thシングル表題曲。
  - テレビアニメ『ハイキュー!! セカンドシーズン』オープニングテーマ。
4. COME IN SUMMER [3:45]
  - 編曲：Kohsuke Oshima/UZ
5. Far away [4:02]
  - 編曲：Kohsuke Oshima
6. NO-ID feat. JASMINE [3:30]
  - 作詞：MOMIKEN/Junji Ishiwatari
  - 編曲：Kohsuke Oshima/UZ

シンガーソングライターJASMINEとのコラボナンバー。
7. ダレカノセイ [2:43]
  - 作詞：IKE/UZ
8. EZ Going♬ [3:04]
冒頭の子供の声は声優の高橋花林と和多田美咲。
9. Someday, Somewhere [3:41]
  - 編曲：tasuku
10. 4 LIFE [3:55]
UZ（Gt.）がメインボーカルを務めている。
11. イマジネーション [2:59]
  - 14thシングル表題曲。
  - MBS・TBS系アニメ『ハイキュー!!』オープニングテーマ。
12. Stand by me [3:52]

### DVD
初回生産限定盤Aのみ。
1. イマジネーション (Music Video)
2. ROCKIN’ OUT (Music Video)
3. ファイアスターター (Music Video)
4. アイム・ア・ビリーバー (Music Video)
5. Making of アイム・ア・ビリーバー
6. JUST LIKE THIS 2015 (Music Video)

### BONUS DISC
初回生産限定盤Bのみ。
『JUST LIKE THIS 2015』 Live at FUJI-Q HIGHLAND 2015.8.8
1. 現状ディストラクション
2. Rock’n Roll
3. OVER
4. Last Moment
5. Blowing
6. LINK IT ALL
7. To
8. BEAUTIFUL DAYS
9. 0 GAME
10. Supersonic
11. ROCKIN’ OUT
12. I want a place
13. ファイアスターター

## 演奏
- UZ：Programming (#2.3.7.8.10.11.12)
- 大島こうすけ：Programming & Keyboards (#1.4.5.6)
- tasuku
  - Vocal Direction (#2.3.7-12)
  - Brass Arrangement (#8)
  - Programming (#9)
- JASMINE：Guest Vocal (#6)
- 和多田美咲、高橋花林：Kid's Voice (#8)
- 吉澤達彦：Trumpet (#8)
- 竹上良成：Tenor Saxophone (#8)
- 榎本裕介：Trombone (#8)
- 冨安徹：Percussion (#10.11.12)